# Riesenaxon
Riesenaxone sind die Axone, die bei Tintenfischen (Kalmaren) vorkommen. Sie sind in der Regel 100- bis 1000-mal dicker als bei Säugetieren und erreichen einen Durchmesser von bis zu 1 mm. Diese enorme Dicke der Axone ist für Tintenfische nötig, um eine schnelle Erregungsleitung zu ermöglichen, da sie im Gegensatz zu Wirbeltieren über keine myelinisierten Axone verfügen. Durch den größeren Axonquerschnitt wird der Längswiderstand (Innenwiderstand) des Axons geringer, sodass der elektrotonische Stromfluss von erregtem zu unerregtem Faserareal schneller erfolgen kann.
Die Entdeckung der Riesenaxone führte zu großen Fortschritten in der Nervenzellenforschung. Alan Lloyd Hodgkin, Sir John Carew Eccles sowie Andrew Fielding Huxley erhielten 1963 den Nobelpreis für neuro-physiologischen Arbeiten an Riesenaxonen von Tintenfischen (Hodgkin-Huxley-Modell), die sich aufgrund ihrer Größe besonders gut für elektrophysiologische Arbeiten eignen.